# Narodowe Biuro Antykorupcyjne Ukrainy
Narodowe Biuro Antykorupcyjne Ukrainy (ukr. Національне антикорупційне бюро України, NABU) – państwowa instytucja, której podstawowym zadaniem jest walka z korupcją, utworzona ustawą Rady Najwyższej Ukrainy z dnia 14 października 2014.
Powołanie i uruchomienie Narodowego Biura Antykorupcyjnego było jednym z wymogów postawionych przez Międzynarodowy Fundusz Walutowy i Komisję Europejską dla złagodzenia ograniczeń wizowych między Ukrainą a Unią Europejską. 
W pierwszej wersji ustawy biuro miało składać się z centralnego urzędu w Kijowie, oraz 7 biur terenowych, których siedziby będą znajdować się we Lwowie, Chmielnickim, Mikołajowie, Melitopolu, Połtawie, Kramatorsku i Kijowie. 

## Komisje konkursowe
Na początek została utworzona komisja konkursowa, mająca wyłonić dyrektora kierującego Biurem.
Członkami komisji konkursowej zostali:
- z ramienia prezydenta Petra Poroszenki – Refat Czubarow, Jarosław Hrycak, Jewhen Zacharow
- z ramienia Najwyższej Radę Ukrainy – Giovanni Kessler, Jewhen Nyszczuk, Wiktor Musijaka
- z ramienia rządu Ukrainy – Josyf Zisels, Ołeksandra Janowska, Jurij Butusow[2].

Przewodniczącym komisji 9 stycznia 2015 wybrano 6 głosami Refata Czubarowa, sekretarzem komisji został wybrany Jewhen Zacharow (8 głosami).

Podział terytorialny Narodowego Biura Antykorupcyjnego Ukrainy

16 kwietnia 2015 dekretem prezydenta, Petra Poroszenki, dyrektorem Narodowego Biura Antykorupcyjnego Ukrainy został mianowany Artem Sytnyk.
25 sierpnia 2015 na stanowiska w NABU wybrano pierwszych 70 detektywów. 15 września w obecności prezydenta Ukrainy Petra Poroszenki złożyli przysięgę urzędnika państwowego. Wszyscy pracownicy Narodowego Biura Antykorupcyjnego Ukrainy, z wyjątkiem zastępców dyrektora, są powoływani na stanowiska na podstawie wyników otwartego konkursu. Obecnie działają trzy komisje konkursowe, w każdym z nich jest trzech przedstawicieli Rady Nadzoru Obywatelskiego.